# 김우식 (1886년)
김우식(金禹埴, 1886년 ~ ?)은 대한민국의 정치인이다.

## 약력
- 대구에서 태어났다.
- 중화민국에 건너가 유학했다.

## 역대 선거 결과
|  | 31.73% |

|  | 6.37% |

## 참고자료
- 《대한민국 의정총람》, 국회의원총람발간위원회, 1994년
- 김우식 - 대한민국헌정회